# 牝鹿
『牝鹿』（めじか、Les Biches ）FP.36は、フランシス・プーランクが作曲した1幕のバレエ音楽、またこれを元にした管弦楽組曲。
タイトルの『牝鹿』とは、「若い娘たち」「かわいい子」といった意味である。
プーランク24歳の時の作品。初の合唱作品でもある。

## 概要
1923年、当時ミヨーと共にイタリアへ旅行していたプーランクは、バレエ・リュス（ロシア・バレエ団）を率いるセルゲイ・ディアギレフから現代版『レ・シルフィード』の作曲を依頼され、滞在中のモンテカルロでバレエ音楽の作曲を始めた。バレエはマリー・ローランサンの絵画に触発されており、1920年代初頭のサロンにおける「優雅な宴」 (Fête galante) の気分を再現したものである以外に明確な筋書きをもたない。タイトルはプーランクがヴァランティーヌ・グロスとタクシーに乗っている時に思いついた。軽快で瑞々しい音楽はプーランクの個性が発揮されているが、プーランク自身は、チャイコフスキーの『眠りの森の美女』のヴァリアシオン、ストラヴィンスキーの『プルチネルラ』や『マヴラ』の影響を受けたと語っている。
バレエは同年の6月頃に完成され、翌1924年1月6日、モンテカルロにおいて、バレエ・リュスによって初演が行われた。この時の振り付けはニジンスカ、装置と衣装をマリー・ローランサン、指揮をエドゥアール・フラマンが担当し、ヴェラ・ネムチノヴァが主役を演じた。舞台は青いソファが1つ置かれただけの白く塗られた部屋、時期は暑い夏の午後。3人の若い男が16人の可愛い女の子達と無邪気に戯れているというものであった。モンテカルロでの初演に引き続き、同年5月26日にパリのシャンゼリゼ劇場でアンドレ・メサジェの指揮により再演されたが、どちらも成功であった。
初演時より、批評家からは独特で透明感のあるオーケストレーションに対して高い評価が得られたが、プーランクは円熟期に入った1939年にオーケストレーションの全面改訂を行った。

## 全曲版
- 第1曲 序曲
- 第2曲 ロンドー
- 第3曲 舞曲
- 第4曲 アダージェット
- 第5曲 遊戯
- 第6曲 ラグ・マズルカ
- 第7曲 アンダンティーノ
- 第8曲 小舞曲
- 第9曲 終曲

## 組曲版
本来は合唱パートを含む9曲から成っていたが、プーランクは作曲から15年以上経過した1939年（または1940年とも）にそこから5曲を選び組曲の形にまとめている。序曲と歌の付いたナンバーは省かれている。
第1曲 ロンドー (Rondeau,Largo-Allegro)
第2曲 アダージェット (Adagietto)
第3曲 ラグ・マズルカ (Rag Mazurka,Moderato-Allegro molto)
第4曲 アンダンティーノ (Andantino)
第5曲 フィナーレ (Finale,Prest)

### 演奏時間
- 約15分30秒

### 楽器編成
標準的な三管編成である。
- ピッコロ1
- フルート2
- オーボエ2
- コーラングレ1
- クラリネット2
- バスクラリネット1
- ファゴット2
- コントラファゴット1
- ホルン4
- トランペット3
- トロンボーン3
- チューバ1
- ティンパニ2
- 打楽器（グロッケンシュピール、スネアドラム、ピッコロスネアドラム、プロヴァンス太鼓、シンバル、サスペンデッド・シンバル、バスドラム、トライアングル、タンブリン）
- ハープ1
- チェレスタ1
- 弦五部